# Малый Коптевский проезд
Ма́лый Ко́птевский проезд находится в районе Аэропорт Северного административного округа города Москвы. Начинается между домами № 14 и 16 Часовой улицы, идёт на север и заканчивается тупиком.

## История
С 1923 года носил название 1-й Красноармейский проезд по расположенной рядом Красноармейской улице. 4 мая 1928 года переименован в Малый Коптевский проезд по бывшей деревне Коптево, находившейся неподалёку. Уточнение Малый взято из-за того, что рядом проходит Большой Коптевский проезд.

## Транспорт
По проезду общественный транспорт не проходит. Ближайшая остановка — «Ленинградский рынок — Кинотеатр „Баку“» автобусов  22к, 105, 105к, 110 находится на Часовой улице.